# GhostForce
GhostForce ist eine amerikanisch-französische Animationsserie, die von Zagtoon umgesetzt wurde. Die Premiere der Serie fand am 25. Juli 2021 auf dem Disney Channel in Israel statt. In Frankreich wurde die Serie erstmals am 28. August 2021 auf TF1 ausgestrahlt. Im deutschsprachigen Raum erfolgte die Erstausstrahlung der Serie am 20. September 2021 durch den Disney Channel.

## Handlung
In New York treten zunehmend Geister auf, die Angst und Schrecken verbreiten. Die Wissenschaftlerin Miss Jones rekrutiert daher Andy, seine Schwester Liv und deren bester Freund Mike, die fortan das Team GhostForce bilden. Mit ihren Kräften, die sie durch Buh-Energie erlangen, ihrer Strategie, dem Teamwork, und Glowboo fangen sie jeden noch so mächtigen Geist. Damit sie die Geister in ihre Buh-Kapseln einfangen können, helfen ihnen ihre persönlichen Geister. Der Geist von Myst hört auf den Namen „Octocat“, Furys heißt „Dragoyle“ und Krush hat „Growmax“.

## Synchronisation
Die deutschsprachige Synchronisation entsteht nach den Dialogbüchern von Andreas Jesse sowie unter der Dialogregie von Dennis Mohme durch die Synchronfirma Iyuno-SDI Group Germany in Berlin.
| Rolle                               | Synchronsprecher (Englisch) | Synchronsprecher (Französisch) | Synchronsprecher (Deutsch) |
| ----------------------------------- | --------------------------- | ------------------------------ | -------------------------- |
| Andy Baker / Fury                   | Jordan Quisno               | Enzo Ratsito                   | Jonas Frenz                |
| Liv Baker / Myst                    | Cassandra Lee Morris        | Laure Filiu                    | Anni C. Salander           |
| Michael „Mike“ Collins, Jr. / Krush | Ogie Banks                  | Hervé Grull                    | Finn Posthumus             |
| Glowboo                             | Cedric L. Williams          |                                | Jeremias Koschorz          |
| Miss Jones                          | Tara Sands                  |                                | Manja Doering              |
| Drake Miller                        | Cedric L. Williams          |                                | Nicolas Rathod             |
| Meliss Baker                        |                             |                                | Giuliana Jakobeit          |
| Jay Baker                           |                             |                                | Rainer Fritzsche           |

## Episodenliste
| Nr. (ges.) | Nr. (St.) | Deutscher Titel | Originaltitel  | Zusammenfassung | Erstausstrahlung | Deutschsprachige Erstveröffentlichung (D/A/CH) |
| ---------- | --------- | --------------- | -------------- | --- | ---------------- | ---------------------------------------------- |
| 1          | 1a        | Bananice        | Bananice       | Die Rivalität zwischen Andy und Drake im Basketball erweckt Bananice, einen Geist, der alles in seinem Weg einfriert. | 25. Juli 2021    | 20. Sep. 2021                                  |
| 1          | 1b        | Pharaok         | Pharaok        | Das Team kämpft gegen einen geisterhaften Pharao, der entschlossen ist, jeden in Mumien zu verwandeln. | 25. Juli 2021    | 20. Sep. 2021                                  |
| 2          | 2a        | Trashotic       | Trashotic      | Ein stinkender Geist, der von unangenehmen Gerüchen angezogen wird, ist im Begriff, New York zu zerstören, und der einzige, der ihn aufhalten kann, ist Andy. | 26. Juli 2021    | 22. Sep. 2021                                  |
| 2          | 2b        | Mikroo          | Mikroo         | Mikroo, ein kleiner Geist, der alles fürchtet, was größer ist als er selbst, lässt Ghostforce und alle Schüler schrumpfen. | 26. Juli 2021    | 23. Sep. 2021                                  |
| 3          | 3a        | Mizuo           | Mizuo          | Ein böser Geist übernimmt die Wassertürme von New York und Andy muss sich mit Drake verbünden, um ihn zu besiegen. | 27. Juli 2021    | 21. Sep. 2021                                  |
| 3          | 3b        | Sharkoak        | Sharkoak       | Liv hat das Gefühl, dass Marlo in sie verknallt ist, hat aber nicht den Mut, es ihm zu sagen. Aufgrund dieser Situation ist Liv abgelenkt und hilft der Gruppe nicht, einen Geist zu bekämpfen, wie sie es sollte.                                                                       | 27. Juli 2021    | 22. Sep. 2021                                  |
| 4          | 4a        | Mastaar         | Mastaar        | Ein besonders mächtiger Geist, der seine Kraft aus Fans schöpft, erobert dank seiner musikalischen Kraft langsam die Stadt. | 28. Juli 2021    | 23. Sep. 2021                                  |
| 4          | 4b        | Arakgum         | Arakgum        | Mike muss seine Angst vor Spinnen überwinden, um seinen Freunden zu helfen, den neuen Feind zu besiegen, der New York bedroht. | 28. Juli 2021    | 24. Sep. 2021                                  |
| 5          | 5a        | Zipzap          | Zipzap         | ZipZap greift Benutzer eines neuen Videospiels mit ihren Telefonbildschirmen an und friert sie ein. | 29. Juli 2021    | 24. Sep. 2021                                  |
| 5          | 5b        | Artiflame       | Artiflame      | Andy versucht, einen ultraschnellen Geist zu besiegen, der selbst ein Feuerwerk kreiert. | 29. Juli 2021    | 27. Sep. 2021                                  |
| 6          | 6a        | Xhypno          | Xhypno         | Das Team muss sich Xhypno stellen, einem mysteriösen Geisterschmetterling, der in der Stadt Chaos anrichtet. | 22. Aug. 2021    | 27. Sep. 2021                                  |
| 6          | 6b        | Sporofungus     | Sporofungus    | Ghostforce muss die Kommunikation zwischen den Mitgliedern üben, um Sporofungus zu stoppen, einen Geisterpilz, der schwer zu fangen ist. | 22. Aug. 2021    | 28. Sep. 2021                                  |
| 7          | 7a        | Krik Krok       | Krik Krok      | Beim Versuch, eine Prüfung zu betrügen, weckt Andy Krik Krok, einen Geist, der überall in der Stadt unheimliche Pflanzen anbaut. | 23. Aug. 2021    | 28. Sep. 2021                                  |
| 7          | 7b        | Burghorror      | Burghorror     | Als Mike sich mit Charlie verabredet, werden Liv und Andy von einem Geist überwältigt, der in einen Hamburger verwandelt wurde. Mike muss sich entscheiden, ob er seine geheime Identität preisgibt oder Charlie enttäuschen.                                                            | 23. Aug. 2021    | 29. Sep. 2021                                  |
| 8          | 8a        | Raijin          | Raijin         | Liv muss lernen, die Arbeit zu teilen, als das Team Raijin gegenübersteht, einem furchterregenden elektrischen Phantom, das einen großen Sturm über New York entfesselt. | 24. Aug. 2021    | 20. Sep. 2021                                  |
| 8          | 8b        | Chronoklok      | Chronoklok     | Das Team tritt gegen Chronoklok an, einen zeitstoppenden Geist, dessen Kräfte nach der Fusion mit Mikes neuer Smartwatch zugenommen haben. | 24. Aug. 2021    | 21. Sep. 2021                                  |
| 9          | 9a        | Katastroph      | Katastroph     | Andy muss sich auf Teamwork verlassen, wenn er es mit Katastroph aufzunehmen hat, einem dreiköpfigen Geist, der süß und gleichzeitig furchterregend ist. | 25. Aug. 2021    | 29. Sep. 2021                                  |
| 9          | 9b        | Jellystery      | Jellystery     | Liv versucht, Miss Jones’ frühere Heldentaten nachzuahmen, indem sie sich Jellystery alleine annimmt, aber anscheinend ist sie noch nicht bereit. | 25. Aug. 2021    | 30. Sep. 2021                                  |
| 10         | 10a       | Vochaos         | Vochaos        | Andy und Liv müssen aufhören, sich gegenseitig zu bekämpfen, wenn sie Vochaos stoppen wollen, einen Geist, der alle zum Narren hält. | 30. Sep. 2021    | 30. Sep. 2021                                  |
| 10         | 10b       | Agia            | Agia           | Liv muss sich wieder mit ihrem inneren Kind verbinden, wenn sie Agia aufhalten will, einen Geist mit der Macht, jeden dazu zu bringen, sich viel jünger oder viel älter zu verhalten. | 1. Okt. 2021     | 1. Okt. 2021                                   |
| 11         | 11a       | Cyclopee        | Cyclopee       | Liv muss Glowboos Hilfe annehmen, wenn sie Cyclopee gegenübersteht, einem Geist, der alles kopiert, sogar die Kräfte von Ghostforce. | 1. Okt. 2021     | 1. Okt. 2021                                   |
| 11         | 11b       | Gmagicard       | Gmagicard      | Um Gmagicard, einen magischen Geist mit bösen Tricks, aufzuhalten, muss Mike akzeptieren, dass er nicht alles auf Anhieb verstehen kann. | 4. Okt. 2021     | 4. Okt. 2021                                   |
| 12         | 12a       | Bubble-Brush    | Bubble-Brush   | Mike ist frustriert, als Andy und Liv zu spät zu einer Ausstellung kommen, für die er einen Terminplan aufgestellt hat. Als ein Geist die Ausstellung sabotiert, muss Mike lernen, mit dem Unerwarteten umzugehen.                                                                       | 4. Okt. 2021     | 4. Okt. 2021                                   |
| 12         | 12b       | Glouglux        | Glouglux       | Andy muss Miss Jones um Hilfe bitten, als er versehentlich einen Geist aus dem Arbeitszimmer entkommen lässt. | 5. Okt. 2021     | 5. Okt. 2021                                   |
| 13         | 13a       | Scream Scratch  | Scream Scratch | Andy bietet an, sich um Asta, den Hund von Professor Pascal, zu kümmern. Später geht Andy, um Basketball zu spielen, also lässt er das Tier in Ms. Jones’ Labor. Dort entfesselt Asta Scream Scratch, einen Geist, der seine Opfer zum Jucken bringt.                                    | 1. Nov. 2021     | 9. Nov. 2021                                   |
| 13         | 13b       | Creepop         | Creepop        | In einem Kampf gegen Creepop, einen Geist, der die New Yorker zum Tanzen bringt, lernt Mike, dass es egal ist, wie man aussieht, solange man Spaß hat. | 1. Nov. 2021     | 9. Nov. 2021                                   |
| 14         | 14a       | Somniboo        | Somnibou       | Mike versucht ein neues Update für Glowboo, was ihn jedoch lahmlegt. Kein guter Zeitpunkt, da sie mit einem Schlafgeist kämpfen müssen. | 8. Nov. 2021     | 21. Feb. 2022                                  |
| 14         | 14b       | Troublestretch  | Troublestretch | Als ein Geist mit Livs Glücksbringer verschmilzt, ist sie sich sicher, dass es ein Fluch war. | 8. Nov. 2021     | 22. Feb. 2022                                  |
| 15         | 15a       | Meta&Lix        | Meta&Lix       | Liv und Jane beginnen sich anzufreunden, bis Meta und Lix ihre magnetischen Zwillingskräfte entfesseln. | 15. Nov. 2021    | 23. Feb. 2022                                  |
| 15         | 15b       | Cookieflame     | Cookieflame    | Um Cookieflame zu stoppen, bevor es zu spät ist, muss Mike lernen, sich selbst zu vertrauen. | 15. Nov. 2021    | 24. Feb. 2022                                  |
| 16         | 16a       | Graffurius      | Graffurius     | Liv wird fälschlicherweise beschuldigt, eine Wand bemalt zu haben und versucht nun, den Täter in einem Kampf gegen Graffurius zu entlarven. | 25. Feb. 2022    | 25. Feb. 2022                                  |
| 16         | 16b       | Levisfer        | Levisfer       | Um Levisfer aufzuhalten muss Mike seine neue Erfindung, mithilfe seiner Freunde, zum Laufen bringen. | 26. Feb. 2022    | 26. Feb. 2022                                  |
| 17         | 17a       | Paniclick       | Paniclick      | Andy will Paniclik aufhalten, aber zuerst muss er lernen, uralte Technologie nicht zu unterschätzen. | 27. Feb. 2022    | 27. Feb. 2022                                  |
| 17         | 17b       | Sandyrok        | Sandyrok       | Mikes Probleme mit seinem Vater gefährden den Kampf gegen Sandyrok. | 28. Feb. 2022    | 28. Feb. 2022                                  |
| 18         | 18a       | Jinjoke         | Jinjoke        | Mike verbessert seinen Sinn für Humor, während er gegen Jinjoke, einen schelmischen Geist, kämpft. | 12. März 2022    | 12. März 2022                                  |
| 18         | 18b       | Hypnolion       | Hypnolion      | Liv kann nur schwer akzeptieren, dass ihr Vorbild Miss Jones die falsche Strategie angewandt hat, um Hypnolion zu besiegen. | 12. März 2022    | 12. März 2022                                  |
| 19         | 19a       | Gumglue         | Gumglue        | Als Liv und Andy Gumglue konfrontieren, muss Mike darum kämpfen, ihre geheimen Identitäten vor der Klasse zu verbergen. | 26. März 2022    | 1. Okt. 2022                                   |
| 19         | 19b       | Scorpod         | Scorpod        | Das Team muss gegen Scorpod kämpfen und seinen Schaden rückgängig machen. | 26. März 2022    | 1. Okt. 2022                                   |
| 20         | 20a       | Turbokorn       | Turbokorn      | Das Team muss dringend lernen, mit dem Geisterauto umzugehen, um Turbokorn zu besiegen. | 2. Apr. 2022     | 17. Okt. 2022                                  |
| 20         | 20b       | Biballoon       | Biballoon      | Als Mike und Andy eifersüchtig werden, dass Liv eine Auszeichnung erhalten hat, wird ihre Teamarbeit, um Biballoon zu besiegen, gefährdet. | 2. Apr. 2022     | 18. Okt. 2022                                  |
| 21         | 21a       | Mascarade       | Mascarade      | Als sie Mascarade bekämpfen, sind Mike und Liv verblüfft, als Andy versucht, seine Persönlichkeit zu ändern. | 9. Apr. 2022     | 19. Okt. 2022                                  |
| 21         | 21b       | Batata          | Batata         | Mike muss unbedingt seinen Mut beweisen, um im Dunkeln gegen Batata zu kämpfen. | 9. Apr. 2022     | 20. Okt. 2022                                  |
| 22         | 22a       | Prehistorrible  | Prehistorrible | Andy kämpft darum, Prehistorrible allein zu besiegen, während Liv und Mike im Eis gefangen sind. | 25. Juni 2022    | 21. Okt. 2022                                  |
| 22         | 22b       | Chaorion        | Chaorion       | Mike wird sauer auf Liv, als sie zeigt, dass sie mehr über Astronomie weiß als er. Um gegen Chaorion, einen Geist aus dem Weltraum, zu kämpfen, muss Mike sein Ego beiseite legen und mit seinem Freund zusammenarbeiten.                                                                | 25. Juni 2022    | 22. Okt. 2022                                  |
| 23         | 23a       | Dinozos         | Dinozos        | Der Duft von Rolands köstlichen Hot Dogs weckt Dinozos, einen furchteinflößenden T-Rex-Geist. Die Ghostforce muss einen anderen Weg finden, um ihn zu besiegen, da sie ihre Kräfte dafür nicht einsetzen können.                                                                         | 25. Juni 2022    | 23. Okt. 2022                                  |
| 23         | 23b       | Piraniak        | Piraniak       | Das Team kämpft darum, Piraniak aufzuhalten, einen Geist, der seine Opfer mit seinem goldenen Leuchten hypnotisiert. Als er die Kontrolle über Liv übernimmt und ihre Freunde anmacht, muss Andy aufhören, sich mit seinen Träumen von einem neuen Handy abzulenken, um ihn aufzuhalten. | 25. Juni 2022    | 24. Okt. 2022                                  |
| 24         | 24a       | Dunky Boss      | Dunky Boss     | Mike leiht sich von Miss Jones einen Geist aus, um einen Tag mit seinem Vater zu verbringen, aber als er entkommt und überall Lava versprüht, bricht Chaos aus. | 23. Aug. 2022    | 25. Okt. 2022                                  |
| 24         | 24b       | Scaregrow       | Scaregrow      | Als er seine Pflanze mit chemischem Dünger schneller wachsen lässt, erweckt Andy einen alten Geist, der sich in eine riesige Vogelscheuche verwandelt, die ihre Opfer mit Wurzeln fängt.                                                                                                 | 23. Aug. 2022    | 26. Okt. 2022                                  |
| 25         | 25a       | JellyJack       | JellyJack      | Liv lässt Glups aus Versehen aus dem Labor von Miss Jones entkommen. Während Liv überlegt, ob sie ihn beschützen oder bekämpfen soll, verschmilzt Glups mit einer Rüstung und wird zum mächtigen Jellyjack.                                                                              | 24. Aug. 2022    | 27. Okt. 2022                                  |
| 25         | 25b       | Kaboom          | Kaboom         | Die Ghostforce muss Kaboom, einen explosiven Geist, bekämpfen, während seine gespenstische Energie zur Neige geht. Liv übertrifft sich selbst und will die perfekte Superheldin sein, lernt aber ihre Grenzen kennen.                                                                    | 24. Aug. 2022    | 28. Okt. 2022                                  |
| 26         | 26a       | Ninja Ki        | Ninja Ki       | Liv hat einen wirklich schlechten Tag und es wird noch schlimmer, als sie Ninja Ki, einen japanischen telekinetischen Geist, weckt. Unfähig, ihre Wut zu kontrollieren, macht Liv weiterhin Fehler im Kampf und wird wütend auf ihre Freunde und Miss Jones.                             | 25. Aug. 2022    | 29. Okt. 2022                                  |
| 26         | 26b       | Criangle        | Criangle       | Als Charlie von Criangle angegriffen wird, einem Geist, der New York und seine Einwohner in geometrische Formen verwandelt, bleibt Mike so in seiner Gewohnheit des Überdenkens stecken, dass er nicht mehr handeln kann.                                                                | 25. Aug. 2022    | 30. Okt. 2022                                  |